# 우사인 볼트
우사인 세인트리오 볼트(영어: Usain St. Leo Bolt [juːˈseɪn bəʊlt] 유세인 볼트[*], 1986년 8월 21일 ~ )는 자메이카의 육상 단거리 달리기 선수로, 남자 100m 세계 기록과 남자 200m 세계 기록, 그리고 남자 400m 계주 세계 기록 보유자이다. 번개 같이 빠르다는 뜻의 '라이트닝 볼트 (Lightning Bolt)'라는 별명을 갖고 있다.

## 2008년5월 31일,미국뉴욕아이칸 스타디움에서 벌어진국제육상경기연맹(IAAF) 리복 그랑프리 100m에서 9초 72 (+1.7 m/s)의 기록으로 결승선을 통과해,아사파 포웰이 가지고 있던 종전 기록 9초 74를 0.02초 차이로 앞당겼으며,2008년 8월16일,베이징 올림픽남자 100m 결승에서 9초 69 (+0.0 m/s)의 기록으로 또다시 세계 기록을 경신했다. 경기 도중 신발 끈이 풀어지고 결승선 10여m를 앞두고 전력 질주를 하지 않았음에도 신기록을 세웠다. 2008년8월 20일에는 남자 200m 결승에서마이클 존슨이 갖고 있던 세계 기록 19초 32를 0.02초 앞당긴 19.30 (-0.9 m/s)으로 통과하면서 세계 기록을 세웠다.
2009년 8월 16일(현지시각)에는 제 12회 세계 육상 선수권 대회 남자 100m 결승에서 9초 58 (+0.9 m/s)로 우승하며 또다시 자신의 세계 신기록을 갱신했다. 그러나 이 경기조차도 혼신의 힘을 다하여 뛰지 않고 마지막 5m를 남기고 두리번거리며 골인한 것이다. 이는 베이징 올림픽 때로부터 정확히 1년 만에 쌍둥이 아빠의 활약상과 함께 이루어진 결과다.
2010년 5월 19일 대구 국제 육상 경기 대회 남자 100ｍ 부문에서 9초 86을 기록하여 우승했지만, 세계 신기록은 나오지 않았다.
2011년 8월 28일 제 13회 대구 세계 육상 선수권 대회 남자 100m 결승에서 부정출발하여 실격되었다.(2010년 1월 바뀐 규정으로 인해 부정출발을 1회만 해도 실격된다.) 그러나 200m 와 4X100m에서 우승하고, 9월 4일 400m 계주에서는 37.04로 세계 신기록을 수립했다.
2012년 8월 5일, 런던 올림픽 남자 100m 결승에서 9초 63으로 올림픽 신기록으로 금메달을 차지했고 200m 우승, 4X100m 계주에서도 36초 84로 (-0.20 m/s) 세계 신기록을 갱신하여 우승함으로써 2회 대회 3관왕이라는 기록을 달성하게 되었다.
2016년 8월 15일, 리우데자네이루 올림픽 남자 100m 결승에서 9초 81로 저스틴 게이틀린을 제치고 금메달을 차지함으로써 올림픽 3연패를 이루었다.  또한 200m 경주와 400m 릴레이에서도 3번째로 우승하여 올림픽 역사상 3종목 3연패를 이룩한 첫 선수가 되었다.
2017년 1월 26일, 팀 동료였던 네스타 카터의 도핑 적발로 2008년 하계 올림픽 4X100m 계주에서 획득한 금메달이 박탈되었다.
2017년 세계 육상 선수권 대회를 끝으로 현역에서 은퇴했다.
15년간 선수생활 을 마친 그는 지금 행복하게  잘살고있다

## 축구 경력
그는 잉글랜드의 축구 클럽 맨체스터 유나이티드의 광팬으로도 알려져있다. 2009년 프리미어리그 37라운드 아스날 FC전에 맨유 경기를 직접 관전했으며 2012 런던 올림픽이 끝난 후에 맨유 선수로 뛰고 싶다는 의사도 표현했었다. 프리미어리그 2라운드 풀럼 FC전에서는 맨유를 방문하여 퍼거슨 감독과 맨유 선수단을 만나보기도 했으며 자신의 기록인 9.63이 적힌 맨유 유니폼을 들고 사진을 찍기도 했다.
육상 선수 은퇴 후 축구 선수로의 도전을 위해 2018년 노르웨이 클럽 스트룀스고세 IF와 함께 훈련을 했고 또한 2018년 8월 21일부터 오스트레일리아 A리그 팀인 센트럴코스트 매리너스 FC와 함께 훈련했다.
2019년 1월 축구 선수 도전을 포기했다.

## 개인 최고 신기록

### 세계 신기록
| 100m     | 9초 58    | 독일 베를린     | 2009년 8월 16일 |  |
| 200m     | 19초 19   | 독일 베를린     | 2009년 8월 20일 |  |
| 4 × 100m |           |                 |                 |  |
| 36초 84  | 영국 런던 | 2012년 8월 11일 |                 |  |

## 같이 보기
- 남자 100미터 달리기 세계 기록
- 육상 세계 기록